# Ida-Sophie Hegemann
Ida-Sophie Hegemann (* 21. März 1997) ist eine deutsche Trail- und Ultraläuferin.

## Werdegang
Ida-Sophie Hegemann stammt aus Duderstadt und kam über den Schulsport zum Bahn- und Straßenlauf. Mit 15 Jahren zog sie nach Hannover ins Internat am Olympiastützpunkt. Nach dem Abitur startete sie zum ersten Mal bei einem Berglauf, den sie gewann. Es folgte die Einladung für eine Gast-Etappe beim Transalpine-Run 2017, wo sie von Philipp Reiter begleitet wurde. Bei ihrem ersten Trail-Wettkampf im Sommer 2018, wo sie im Rahmen des Zugspitz Ultratrails den Marathon lief, erreichte sie den 1. Platz. Mit dem Start bei den Golden Trail Series folgten internationale Trail-Rennen. Hegemann lebt seit 2020 in Innsbruck und studiert Architektur.
Ab 2018 war Hegemann Mitglied im Salomon Trailrunning Team Germany, seit 2021 ist sie im internationalen Team von The North Face.
Hegemann nahm an den Berg- und Traillauf-Weltmeisterschaften 2023 in Innsbruck-Stubai teil, sie erreichte Platz 15 in der Einzel- und Platz 2 in der Teamwertung (zusammen mit Rosanna Buchauer und Katharina Hartmuth). Außerdem veröffentlicht sie seit 2023 gemeinsam mit Kimi Schreiber regelmäßig Folgen des Podcasts Höhenmeter pro Kilometer. Dabei handelt es sich um einen Podcast rund um das Thema Trailrunning und das Leben als Leistungssportlerinnen.
Beim Istria 100, ihrem ersten Rennen über 100 Meilen, erreichte sie im Frühjahr 2024 Platz 2 bei den Frauen und Platz 7 in der Gesamtwertung, obwohl sie in der ersten Hälfte von einem Hund in die Ferse gebissen wurde und sich bei einem nächtlichen Sturz im Downhill zwei Knochen in der Mittelhand brach.

## Sportliche Erfolge (Auswahl)
2018
- 1. Platz, Zugspitz Ultratrail Basetrail XL
- 1. Platz, Run2 im Rahmen des Transalpine-Runs

2019
- 1. Platz U23, Marathon du Mont Blanc[9]
- 1. Platz, 4-Trails
- 1. Platz Frauen-Team, Transalpine-Run

2020
- Fastest Known Time auf dem Stubaier Höhenweg

2021
- 1. Platz, Ötztaler Gletscher Trail
- 1. Platz Frauen-Team, Transalpine-Run

2022
- 1. Platz, Innsbruck Alpine Trailrun Festival 110 km (Streckenrekord)
- 1. Platz, Pitz Alpine Glacier Trail P45 Rifflsee
- 1. Platz Mixed-Team, Transalpine-Run
- 1. Platz, Nice Côte d’Azur 100 km
- Fastest Known Time auf dem Dolorama Höhenweg

2023
- 1. Platz, La Corsa della Bora 42 km
- 1. Platz (3. Platz Gesamtklassement), El Paso Austral Ultra Trail 70 km
- 3. Platz, Istria 100 (110 km)
- Fastest Known Time auf dem Karwendel Höhenweg[10]

2024
- 2. Platz, Istria 100 (100 Meilen)
- 1. Platz, Innsbruck Alpine Trailrun Festival 110 km[11]
- 1. Platz, Zugspitz Ultratrail Ehrwald Trail

2025
- 1. Platz, Grand Raid Ventoux (100 Meilen)
- 1. Platz, Kaiserkrone Trail (56 km)
- 1. Platz, Pitz Alpine Glacier Trail P60 Trail Experience, Mittelberglesee